# Leo Van Puyvelde
Leo Van Puyvelde, né le 30 juillet 1882 à Saint-Nicolas et mort le 27 octobre 1965 à Uccle, est un historien de l'art, professeur et directeur de musée belge.

## Biographie

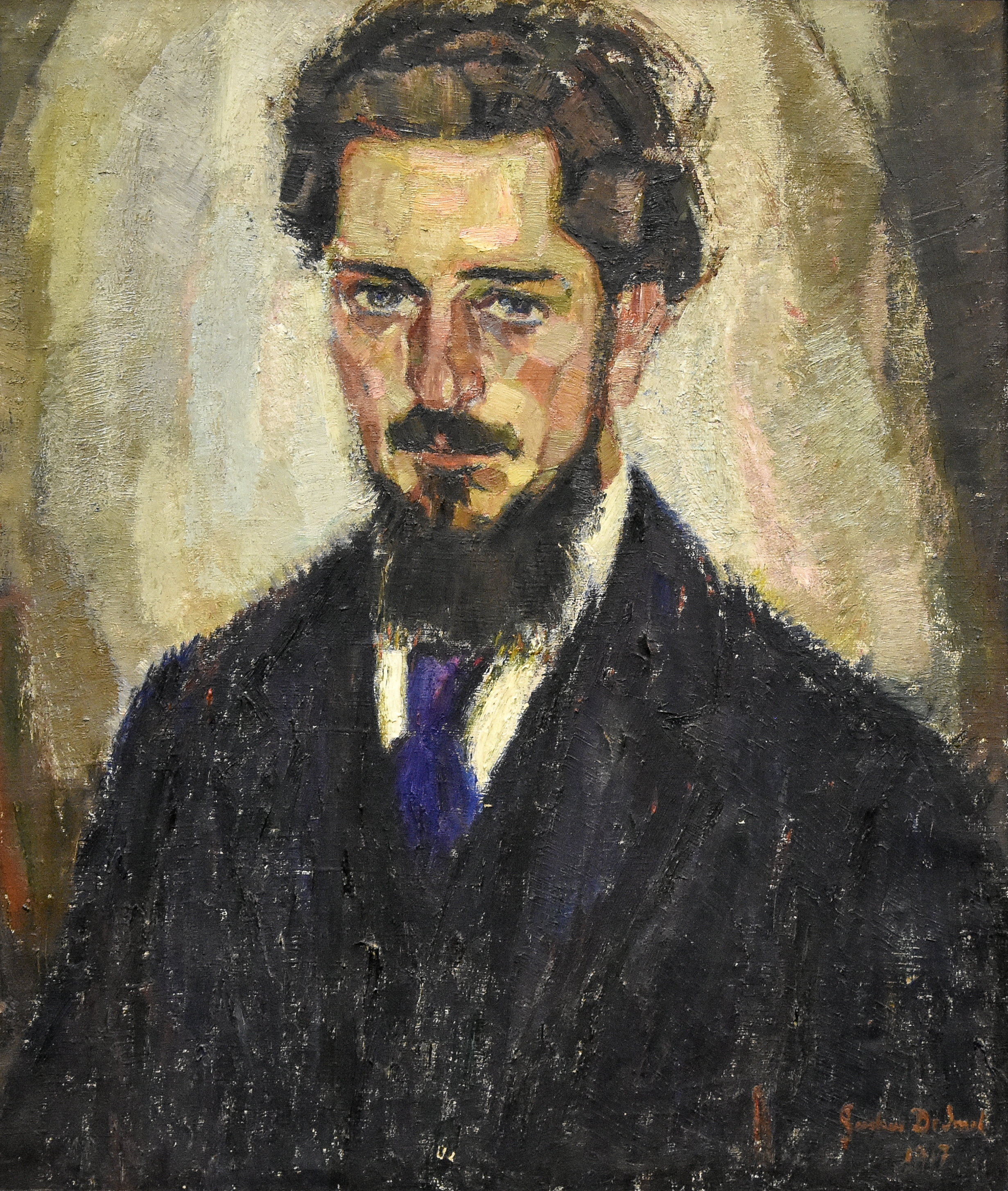
Leo Van Puyvelde par Gustave De Smet

Leo Van Puyvelde naît le 30 juillet 1882 à Saint-Nicolas (Flandre-Orientale). 
Il étudie la philologie et devient un connaisseur du poète flamand Albrecht Rodenbach. Il obtient son doctorat à l'Université catholique de Louvain et est membre de l'Académie royale flamande de linguistique et de littérature (Koninklijke Academie voor Nederlandse Taal- en Letterkunde) en 1911. À partir de 1912, il est maître de conférences et professeur d'histoire de l'art à l'université de Gand. Il est président de l'Institut supérieur d'histoire de l'art et d'archéologie de cette université. En 1927, il quitte Gand pour être professeur ordinaire à l'Université d'État de Liège. Il devient un professeur invité très recherché et enseigne entre autres à Paris, Alger, Princeton, Harvard et Yale. Les thèmes qu'il traite sont principalement la peinture du haut Moyen Âge, l'art et l'archéologie médiévaux et l'art de la Renaissance.
Van Puyvelde est rapidement considéré comme l'un des plus grands experts de l'art en Belgique. Lorsque des peintures murales du XIVe siècle sont découvertes dans l'ancienne abbaye de La Bijloke à Gand en 1924, il leur consacre des recherches. À partir de 1927, il est également conservateur aux Musées royaux des Beaux-Arts à Bruxelles et y fonde un laboratoire de restauration de chefs-d'œuvre anciens.
Van Puyvelde s'intéresse particulièrement aux peintres flamands et hollandais, tels que les Primitifs flamands et les Van Eyck, Quenten Metsys, Jérôme Bosch, Pieter Bruegel et les maîtres baroques du XVIIe siècle : Pierre Paul Rubens, Antoine van Dyck et Jacob Jordaens.
Il suit également avec intérêt le travail d'artistes contemporains, tels que George Minne (1866-1941), James Ensor, Gustave de Smet (1877-1943) et Frits van den Berghe (1883-1939) et promeut leur travail à travers ses articles dans des revues internationales.
Leo Van Puyvelde meurt le 27 octobre 1965 à Uccle

## Monuments Man

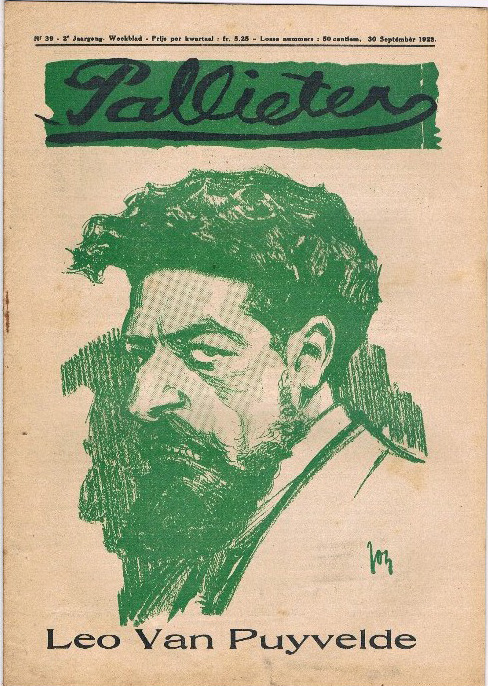
Leo Van Puyvelde (Pallieter, 1923)

Pendant la Seconde Guerre mondiale, il se réfugie en Angleterre, il est accepté dans la mission militaire belge, avec le grade de lieutenant-colonel. En avril 1944, la Commission Vaucher ou Commission interalliée pour la protection et la restitution des biens culturels est créée à Londres par les ministres alliés de l'Éducation.
Des représentants de Chine, de France, de Grèce, du Luxembourg, des Bas-Pays, de Norvège, de Grande-Bretagne et des États-Unis se réunissent pour collecter et échanger des informations sur le patrimoine pillé par les nazis.
En tant que directeur général de l'administration des beaux-arts, Van Puyvelde est placé à la tête du comité belge et se met aussitôt à l'œuvre pour dresser des listes d'œuvres d'art volées en Belgique. Ces listes servent d'information aux Monuments Men sur le terrain et facilitent grandement leurs recherches.
Il est également lui-même actif sur le terrain et reste en contact étroit, au nom du gouvernement belge, avec les majors Ronald E. Balfour et Paul Baillie-Reynolds, qui dirigeaient les Monuments Men en Belgique. Lui-même, avec Emile Langui, se rend aux mines d'Altaussee lorsque le retable de Gand, l'L'Agneau mystique y est découvert. 
En août 1945, il réceptionne le retable de renommée mondiale aux Musées royaux de Bruxelles et l'escorte à Gand. 

## Publications
- Albrecht Rodenbach. Zijn leven en werk, Amsterdam, L. J. Veen, 1908.
- Schilderkunst en toneelvertooningen op het einde van de middeleeuwen, Koninklijke Academie, Gent, W. Siffer, 1912.
- Un hôpital du Moyen Âge et une abbaye y annexée. La Biloke de Gand. Étude archéologique, Rijksuniversiteit Gent, Gand-Paris, 1925.
- George Minne, Bruxelles, Cahiers de Belgique, 1930.
- Principes de la présentation des collections dans les musées, in: Mouseion, 1934.
- Dessins de maîtres de la collection des Musées royaux des Beaux-Arts de Belgique, Basel, Holbein, 1940.
- Les esquisses de Rubens, Bazel, Holbein, 1940.
- The Flemish Drawings in the Collection of His Majesty the King at Windsor Castle, Londen, Phaidon, 1942
- The Dutch Drawings in the Collection of His Majesty the King at Windsor Castle, Londen, Phaidon, 1944.
- Van Eyck, l'Agneau Mystique, 1946.
- The Genius of Flemish Art, a lecture given in the University of London on 27 November 1943, Londen, Phaidon, 1949.
- La peinture flamande à Rome, Bruxelles, Librairie Encyclopédique, 1950.
- Van Dyck, Bruxelles, Elsevier, 1950.
- Rubens, Paris, Elsevier, 1952.
- Jordaens, Paris, Elsevier, 1953.
- La peinture flamande au siècle des Van Eyck, Bruxelles, Elsevier, 1953.
- La peinture flamande au siècle de Bosch et Breughel, Bruxelles, Elsevier, 1962.
- Velasquez, Paris, Meddens, 1963.
- Goya, Paris, Meddens, 1966.
- La peinture flamande des Van Eyck à Metsys, Bruxelles, Meddens, 1968.
- La peinture flamande au siècle de Rubens, Bruxelles, Meddens, 1970.
- La Renaissance flamande de Bosch à Breughel. Bruxelles, Meddens, 1971.